# Campionatul Mondial de tenis de masă pe echipe 2022 – masculin
Turneul pe echipe masculine al Campionatului Mondial de tenis de masă pe echipe din 2022 are loc în perioada 30 septembrie – 9 octombrie 2022.

## Format
Cele 32 de echipe au fost repartizate în șapte grupe. După un round robin în fiecare grupă, primele două echipe din grupe și două echipe cel mai bine clasate pe locul trei vor juca în faza eliminatorie. Un meci de echipă constă din cinci meciuri de simplu, în care fiecare meci de simplu va fi decis în cel mai bun din 5 jocuri.

## Faza grupelor
Orele sunt cele locale.

### Grupa 1
| Loc | Echipa                     | MJ | V | Î | GM | GP | GD  | Pct | Calificare |
| --- | -------------------------- | -- | - | - | -- | -- | --- | --- | ---------- |
| 1   | China                      | 4  | 4 | 0 | 12 | 0  | +12 | 8   | Optimi     |
| 2   | Slovenia                   | 4  | 3 | 1 | 9  | 4  | +5  | 7   | Optimi     |
| 3   | Statele Unite ale Americii | 4  | 2 | 2 | 6  | 9  | −3  | 6   |            |
| 4   | Puerto Rico                | 4  | 1 | 3 | 5  | 9  | −4  | 5   |            |
| 5   | Thailanda                  | 4  | 0 | 4 | 2  | 12 | −10 | 4   |            |

| 30 septembrie 2022 10:00 | Slovenia | 3–1 | Puerto Rico |  |

|              | Meciuri individuale |     |                 |                        |
| Darko Jorgić | Darko Jorgić        | 3–0 | Daniel González | 11–8, 11–8, 11–8       |
| Deni Kožul   | Deni Kožul          | 3–0 | Brian Afanador  | 11–7, 11–7, 13–11      |
| Peter Hribar | Peter Hribar        | 1–3 | Ángel Naranjo   | 11–9, 9–11, 7–11, 6–11 |
| Darko Jorgić | Darko Jorgić        | 3–0 | Brian Afanador  | 11–9, 11–9, 13–11      |
|              |                     |     |                 |                        |

| 30 septembrie 2022 10:00 | Statele Unite | 3–2 | Thailanda |  |

|                 | Meciuri individuale |     |                     |                              |
| Mishel Levinski | Mishel Levinski     | 2–3 | Phakpoom Sanguansin | 9–11, 11–6, 7–11, 11–9, 9–11 |
| Jishan Liang    | Jishan Liang        | 3–0 | Pattaratorn Passara | 11–7, 11–4, 11–5             |
| Earl James Alto | Earl James Alto     | 0–3 | Sarayut Tancharoen  | 8–11, 8–11, 8–11             |
| Jishan Liang    | Jishan Liang        | 3–2 | Phakpoom Sanguansin | 11–8, 11–9, 3–11, 9–11, 11–6 |
| Mishel Levinski | Mishel Levinski     | 3–0 | Pattaratorn Passara | 11–8, 11–7, 11–4             |

| 1 octombrie 2022 16:00 | Slovenia | 3–0 | Thailanda |  |

|              | Meciuri individuale |     |                     |                              |
| Deni Kožul   | Deni Kožul          | 3–0 | Phakpoom Sanguansin | 14–12, 11–5, 11–3            |
| Darko Jorgić | Darko Jorgić        | 3–0 | Sarayut Tancharoen  | 11–6, 11–9, 11–7             |
| Peter Hribar | Peter Hribar        | 3–2 | Pattaratorn Passara | 9–11, 11–4, 11–7, 9–11, 11–8 |
|              |                     |     |                     |                              |
|              |                     |     |                     |                              |

| 1 octombrie 2022 16:00 | China | 3–0 | Puerto Rico |  |

|              | Meciuri individuale |     |                 |                        |
| Fan Zhendong | Fan Zhendong        | 3–0 | Brian Afanador  | 11–2, 11–4, 11–7       |
| Ma Long      | Ma Long             | 3–0 | Daniel González | 11–6, 11–2, 11–6       |
| Wang Chuqin  | Wang Chuqin         | 3–1 | Ángel Naranjo   | 11–1, 11–7, 8–11, 11–4 |
|              |                     |     |                 |                        |
|              |                     |     |                 |                        |

| 2 octombrie 2022 10:00 | Puerto Rico | 3–0 | Thailanda |  |

|                 | Meciuri individuale |     |                     |                         |
| Brian Afanador  | Brian Afanador      | 3–1 | Sarayut Tancharoen  | 5–11, 11–6, 11–7, 12–10 |
| Daniel González | Daniel González     | 3–0 | Phakpoom Sanguansin | 11–9, 11–9, 11–6        |
| Ángel Naranjo   | Ángel Naranjo       | 3–0 | Pattaratorn Passara | 15–13, 12–10, 12–10     |
|                 |                     |     |                     |                         |
|                 |                     |     |                     |                         |

| 2 octombrie 2022 19:00 | China | 3–0 | Statele Unite |  |

|               | Meciuri individuale |     |                 |                        |
| Ma Long       | Ma Long             | 3–1 | Mishel Levinski | 7–11, 11–6, 11–4, 11–2 |
| Liang Jingkun | Liang Jingkun       | 3–0 | Jishan Liang    | 11–8, 11–3, 11–6       |
| Lin Gaoyuan   | Lin Gaoyuan         | 3–0 | Earl James Alto | 11–6, 11–6, 11–5       |
|               |                     |     |                 |                        |
|               |                     |     |                 |                        |

| 3 octombrie 2022 10:00 | Statele Unite | 3–1 | Puerto Rico |  |

|                 | Meciuri individuale |     |                 |                         |
| Jishan Liang    | Jishan Liang        | 3–1 | Brian Afanador  | 11–6, 11–7, 10–12, 11–8 |
| Mishel Levinski | Mishel Levinski     | 3–0 | Daniel González | 11–6, 11–5, 11–9        |
| Earl Alto       | Earl Alto           | 0–3 | Ángel Naranjo   | 4–11, 11–13, 7–11       |
| Jishan Liang    | Jishan Liang        | 3–0 | Daniel González | 11–5, 11–4, 11–2        |
|                 |                     |     |                 |                         |

| 3 octombrie 2022 19:00 | China | 3–0 | Slovenia |  |

|              | Meciuri individuale |     |              |                        |
| Fan Zhendong | Fan Zhendong        | 3–0 | Den Kozul    | 11–7, 11–6, 11–5       |
| Wang Chuqin  | Wang Chuqin         | 3–1 | Darko Jorgić | 11–6, 7–11, 11–7, 11–9 |
| Ma Long      | Ma Long             | 3–0 | Tilen Cvetko | 11–8, 11–5, 11–4       |
|              |                     |     |              |                        |
|              |                     |     |              |                        |

| 4 octombrie 2022 16:00 | China | 3–0 | Thailanda |  |

|               | Meciuri individuale |     |                     |                          |
| Lin Gaoyuan   | Lin Gaoyuan         | 3–1 | Phakpoom Sanguansin | 12–10, 11–13, 11–1, 11–3 |
| Fan Zhendong  | Fan Zhendong        | 3–0 | Sarayut Tancharoen  | 11–9, 11–8, 11–6         |
| Liang Jingkun | Liang Jingkun       | 3–1 | Pattaratorn Passara | 8–11, 11–5, 11–3, 11–4   |
|               |                     |     |                     |                          |
|               |                     |     |                     |                          |

| 4 octombrie 2022 16:00 | Slovenia | 3–0 | Statele Unite |  |

|              | Meciuri individuale |     |                 |                               |
| Darko Jorgić | Darko Jorgić        | 3–0 | Mishel Levinski | 11–7, 11–6, 11–4              |
| Deni Kožul   | Deni Kožul          | 3–2 | Jishan Liang    | 9–11, 10–12, 11–6, 11–7, 11–8 |
| Peter Hribar | Peter Hribar        | 3–2 | Earl James Alto | 11–4, 5–11, 11–4, 7–11, 11–8  |
|              |                     |     |                 |                               |
|              |                     |     |                 |                               |

### Grupa 2
| Loc | Echipa     | MJ | V | Î | GM | GP | GD  | Pct | Calificare |
| --- | ---------- | -- | - | - | -- | -- | --- | --- | ---------- |
| 1   | Franța     | 4  | 3 | 1 | 10 | 3  | +7  | 7   | Optimi     |
| 2   | Germania   | 4  | 3 | 1 | 10 | 4  | +6  | 7   | Optimi     |
| 3   | India      | 4  | 3 | 1 | 9  | 6  | +3  | 7   | Optimi     |
| 4   | Kazahstan  | 4  | 1 | 3 | 5  | 9  | −4  | 5   |            |
| 5   | Uzbekistan | 4  | 0 | 4 | 0  | 12 | −12 | 4   |            |

| 30 septembrie 2022 13:00 | Franța | 3–0 | Uzbekistan |  |

|               | Meciuri individuale |     |                      |                  |
| Alexis Lebrun | Alexis Lebrun       | 3–0 | Abulaziz Anorboev    | 11–2, 11–7, 11–3 |
| Félix Lebrun  | Félix Lebrun        | 3–0 | Elmurod Kholikov     | 11–6, 11–1, 11–2 |
| Jules Rolland | Jules Rolland       | 3–0 | Shokhrukh Iskandarov | 11–3, 11–6, 11–4 |
|               |                     |     |                      |                  |
|               |                     |     |                      |                  |

| 30 septembrie 2022 13:00 | Germania | 3–0 | Kazahstan |  |

|                 | Meciuri individuale |     |                     |                        |
| Benedikt Duda   | Benedikt Duda       | 3–1 | Kirill Gerassimenko | 8–11, 11–5, 11–8, 11–9 |
| Dang Qiu        | Dang Qiu            | 3–0 | Denis Zholudev      | 11–5, 11–8, 11–4       |
| Ricardo Walther | Ricardo Walther     | 3–0 | Alan Kurmangaliyev  | 11–5, 11–5, 11–6       |
|                 |                     |     |                     |                        |
|                 |                     |     |                     |                        |

| 1 octombrie 2022 10:00 | India | 3–0 | Uzbekistan |  |

|                       | Meciuri individuale   |     |                      |                  |
| Harmeet Desai         | Harmeet Desai         | 3–0 | Elmurod Kholikov     | 11–9, 11–9, 11–1 |
| Sathiyan Gnanasekaran | Sathiyan Gnanasekaran | 3–0 | Abdulaziz Anorboev   | 11–3, 11–6, 11–9 |
| Manav Thakkar         | Manav Thakkar         | 3–0 | Shokhrukh Iskandarov | 11–8, 11–5, 11–5 |
|                       |                       |     |                      |                  |
|                       |                       |     |                      |                  |

| 1 octombrie 2022 10:00 | Franța | 3–0 | Kazahstan |  |

|                   | Meciuri individuale |     |                     |                        |
| Félix Lebrun      | Félix Lebrun        | 3–0 | Kirill Gerassimenko | 11–5, 11–5, 11–9       |
| Alexis Lebrun     | Alexis Lebrun       | 3–1 | Denis Zholudev      | 11–5, 11–9, 9–11, 11–3 |
| Emmanuel Lebesson | Emmanuel Lebesson   | 3–1 | Aidos Kenzhigulov   | 11–4, 11–8, 9–11, 11–6 |
|                   |                     |     |                     |                        |
|                   |                     |     |                     |                        |

| 2 octombrie 2022 13:00 | Germania | 1–3 | India |  |

|                 | Meciuri individuale |     |                       |                               |
| Benedikt Duda   | Benedikt Duda       | 2–3 | Sathiyan Gnanasekaran | 13–11, 11–4, 8–11, 4–11, 9–11 |
| Dang Qiu        | Dang Qiu            | 3–1 | Harmeet Desai         | 11–7, 11–9, 11–13, 11–3       |
| Ricardo Walther | Ricardo Walther     | 1–3 | Manav Thakkar         | 11–13, 11–6, 8–11, 10–12      |
| Dang Qiu        | Dang Qiu            | 2–3 | Sathiyan Gnanasekaran | 12–10, 11–7, 8–11, 8–11, 9–11 |
|                 |                     |     |                       |                               |

| 2 octombrie 2022 13:00 | Kazakhstan | 3–0 | Uzbekistan |  |

|                     | Meciuri individuale |     |                      |                   |
| Denis Zholudev      | Denis Zholudev      | 3–0 | Abdulaziz Anorboev   | 11–6, 11–6, 11–8  |
| Kirill Gerassimenko | Kirill Gerassimenko | 3–0 | Shokhrukh Iskandarov | 11–2, 11–6, 11–8  |
| Alan Kurmangaliyev  | Alan Kurmangaliyev  | 3–0 | Elmurod Kholikov     | 11–5, 11–2, 12–10 |
|                     |                     |     |                      |                   |
|                     |                     |     |                      |                   |

| 3 octombrie 2022 13:00 | Germania | 3–1 | Franța |  |

|               | Meciuri individuale |     |                   |                               |
| Dang Qiu      | Dang Qiu            | 3–1 | Félix Lebrun      | 13–11, 11–9, 9–11, 11–6       |
| Benedikt Duda | Benedikt Duda       | 0–3 | Alexis Lebrun     | 9–11, 7–11, 8–11              |
| Kay Stumper   | Kay Stumper         | 3–2 | Emmanuel Lebesson | 11–9, 7–11, 13–11, 8–11, 11–8 |
| Dang Qiu      | Dang Qiu            | 3–0 | Alexis Lebrun     | 11–7, 11–6, 11–3              |
|               |                     |     |                   |                               |

| 3 octombrie 2022 13:00 | India | 3–2 | Kazahstan |  |

|                       | Meciuri individuale   |     |                     |                               |
| Sathiyan Gnanasekaran | Sathiyan Gnanasekaran | 3–0 | Denis Zholudev      | 11–1, 11–9, 11–5              |
| Harmeet Desai         | Harmeet Desai         | 0–3 | Kirill Gerassimenko | 6–11, 8–11, 9–11              |
| Manav Thakkar         | Manav Thakkar         | 3–0 | Alan Kurmangaliyev  | 12–10, 11–1, 11–8             |
| Sathiyan Gnanasekaran | Sathiyan Gnanasekaran | 2–3 | Kirill Gerassimenko | 11–6, 5–11, 14–12, 9–11, 6–11 |
| Harmeet Desai         | Harmeet Desai         | 3–0 | Denis Zholudev      | 12–10, 11–9, 11–6             |

| 4 octombrie 2022 13:00 | Germania | 3–0 | Uzbekistan |  |

|               | Meciuri individuale |     |                      |                  |
| Dang Qiu      | Dang Qiu            | 3–0 | Shokhrukh Iskandarov | 11–5, 11–9, 11–5 |
| Benedikt Duda | Benedikt Duda       | 3–0 | Abdulaziz Anorboev   | 11–3, 11–5, 11–8 |
| Kay Stumper   | Kay Stumper         | 3–0 | Elmurod Kholikov     | 11–4, 11–3, 11–8 |
|               |                     |     |                      |                  |
|               |                     |     |                      |                  |

| 4 octombrie 2022 13:00 | Franța | 3–0 | India |  |

|               | Meciuri individuale |     |                       |                                |
| Alexis Lebrun | Alexis Lebrun       | 3–0 | Manav Thakkar         | 11–6, 11–8, 11–8               |
| Felix Lebrun  | Felix Lebrun        | 3–0 | Sathiyan Gnanasekaran | 11–4, 11–2, 11–6               |
| Jules Rolland | Jules Rolland       | 3–2 | Harmeet Desai         | 11–13, 13–11, 7–11, 11–8, 11–7 |
|               |                     |     |                       |                                |
|               |                     |     |                       |                                |

### Grupa 3
| Loc | Echipa           | MJ | V | Î | GM | GP | GD | Pct | Calificare |
| --- | ---------------- | -- | - | - | -- | -- | -- | --- | ---------- |
| 1   | Japonia          | 4  | 4 | 0 | 12 | 4  | +8 | 8   | Optimi     |
| 2   | Hong Kong, China | 4  | 2 | 2 | 9  | 9  | 0  | 6   | Optimi     |
| 3   | România          | 4  | 2 | 2 | 10 | 10 | 0  | 6   |            |
| 4   | Ungaria          | 4  | 2 | 2 | 8  | 10 | −2 | 6   |            |
| 5   | Iran             | 4  | 0 | 4 | 6  | 12 | −6 | 4   |            |

| 30 septembrie 2022 16:00 | Japonia | 3–0 | Iran |  |

|                   | Meciuri individuale |     |                     |                              |
| Shunsuke Togami   | Shunsuke Togami     | 3–0 | Noshad Alamian      | 11–8, 11–5, 11–9             |
| Tomokazu Harimoto | Tomokazu Harimoto   | 3–1 | Nima Alamian        | 8–11, 12–10, 11–5, 11–8      |
| Mizuki Oikawa     | Mizuki Oikawa       | 3–2 | Amir Hossein Hodaei | 5–11, 11–5, 9–11, 11–7, 11–9 |
|                   |                     |     |                     |                              |
|                   |                     |     |                     |                              |

| 30 septembrie 2022 19:00 | Hong Kong | 3–1 | Ungaria |  |

|                | Meciuri individuale |     |               |                                 |
| Lam Siu-hang   | Lam Siu-hang        | 1–3 | Ádám Szudi    | 7–11, 5–11, 11–4, 8–11          |
| Wong Chun-ting | Wong Chun-ting      | 3–0 | Tamás Lakatos | 16–14, 12–10, 11–6              |
| Ng Pak Nam     | Ng Pak Nam          | 3–1 | Nándor Ecseki | 3–11, 13–11, 13–11, 12–10       |
| Wong Chun-ting | Wong Chun-ting      | 3–2 | Adam Szudi    | 11–7, 14–16, 11–4, 10–12, 12–10 |
|                |                     |     |               |                                 |

| 1 octombrie 2022 13:00 | Hong Kong | 3–2 | Iran |  |

|                | Meciuri individuale |     |                     |                               |
| Ng Pak Nam     | Ng Pak Nam          | 0–3 | Nima Alamian        | 7–11, 5–11, 5–11              |
| Wong Chun-ting | Wong Chun-ting      | 3–0 | Amir Hossein Hodaei | 11–3, 11–6, 11–4              |
| Lam Siu-hang   | Lam Siu-hang        | 0–3 | Noshad Alamian      | 6–11, 3–11, 6–11              |
| Wong Chun-ting | Wong Chun-ting      | 3–2 | Nima Alamian        | 6–11, 7–11, 17–15, 11–8, 11–9 |
| Ng Pak Nam     | Ng Pak Nam          | 3–1 | Amir Hossein Hodaei | 9–11, 11–9, 11–9, 11–8        |

| 1 octombrie 2022 16:00 | România | 2–3 | Ungaria |  |

|                | Meciuri individuale |     |               |                               |
| Hunor Szőcs    | Hunor Szőcs         | 2–3 | Ádám Szudi    | 11–9, 11–9, 11–13, 6–11, 4–11 |
| Ovidiu Ionescu | Ovidiu Ionescu      | 3–1 | Bence Majoros | 11–5, 11–8, 7–11, 11–4        |
| Eduard Ionescu | Eduard Ionescu      | 1–3 | Tamás Lakatos | 11–5, 6–11, 6–11, 3–11        |
| Ovidiu Ionescu | Ovidiu Ionescu      | 3–1 | Ádám Szudi    | 7–11, 11–2, 11–8, 11–8        |
| Hunor Szőcs    | Hunor Szőcs         | 0–3 | Bence Majoros | 8–11, 6–11, 6–11              |

| 2 octombrie 2022 16:00 | Japonia | 3–2 | România |  |

|                   | Meciuri individuale |     |                |                                 |
| Tomokazu Harimoto | Tomokazu Harimoto   | 3–0 | Eduard Ionescu | 11–5, 11–7, 11–9                |
| Shunsuke Togami   | Shunsuke Togami     | 3–2 | Ovidiu Ionescu | 12–10, 7–11, 11–9, 11–13, 14–12 |
| Mizuki Oikawa     | Mizuki Oikawa       | 0–3 | Hunor Szőcs    | 6–11, 5–11, 9–11                |
| Tomokazu Harimoto | Tomokazu Harimoto   | 1–3 | Ovidiu Ionescu | 8–11, 6–11, 11–7, 5–11          |
| Shunsuke Togami   | Shunsuke Togami     | 3–0 | Eduard Ionescu | 11–8, 11–3, 11–4                |

| 2 octombrie 2022 16:00 | Iran | 2–3 | Ungaria |  |

|                     | Meciuri individuale |     |               |                               |
| Nima Alamian        | Nima Alamian        | 0–3 | Ádám Szudi    | 6–11, 9–11, 8–11              |
| Noshad Alamiyan     | Noshad Alamiyan     | 3–0 | Nándor Ecseki | 12–10, 11–8, 11–8             |
| Amir Hossein Hodaei | Amir Hossein Hodaei | 2–3 | Tamás Lakatos | 7–11, 11–5, 9–11, 13–11, 3–11 |
| Noshad Alamiyan     | Noshad Alamiyan     | 3–1 | Ádám Szudi    | 11–9, 6–11, 11–6, 11–8        |
| Nima Alamian        | Nima Alamian        | 1–3 | Nándor Ecseki | 11–13, 11–6, 1–11, 7–11       |

| 3 octombrie 2022 16:00 | Japonia | 3–1 | Hong Kong, China |  |

|                   | Meciuri individuale |     |                |                               |
| Shunsuke Togami   | Shunsuke Togami     | 0–3 | Wong Chun-ting | 11–13, 4–11, 6–11             |
| Tomokazu Harimoto | Tomokazu Harimoto   | 3–0 | Lam Siu-hang   | 11–5, 11–7, 11–4              |
| Mizuki Oikawa     | Mizuki Oikawa       | 3–2 | Ng Pak Nam     | 5–11, 11–7, 7–11, 11–5, 12–10 |
| Tomokazu Harimoto | Tomokazu Harimoto   | 3–0 | Wong Chun-ting | 11–4, 11–9, 11–3              |
|                   |                     |     |                |                               |

| 3 octombrie 2022 19:00 | România | 3–2 | Iran |  |

|                | Meciuri individuale |     |                     |                                |
| Ovidiu Ionescu | Ovidiu Ionescu      | 3–1 | Soroosh Amiri Nia   | 11–8, 11–5, 7–11, 11–8         |
| Hunor Szőcs    | Hunor Szőcs         | 0–3 | Noshad Alamian      | 7–11, 7–11, 7–11               |
| Eduard Ionescu | Eduard Ionescu      | 3–2 | Amir Hossein Hodaei | 11–3, 8–11, 15–13, 5–11, 11–9  |
| Ovidiu Ionescu | Ovidiu Ionescu      | 2–3 | Noshad Alamian      | 9–11, 4–11, 15–13, 11–9, 10–12 |
| Hunor Szőcs    | Hunor Szőcs         | 3–2 | Soroosh Amiri Nia   | 11–3, 11–4, 3–11, 3–11, 11–3   |

| 4 octombrie 2022 16:00 | Japonia | 3–1 | Ungaria |  |

|                   | Meciuri individuale |     |               |                              |
| Tomokazu Harimoto | Tomokazu Harimoto   | 3–1 | Ádám Szudi    | 8–11, 11–5, 11–7, 11–5       |
| Shunsuke Togami   | Shunsuke Togami     | 3–0 | Tamás Lakatos | 12–10, 11–8, 11–3            |
| Jo Yokotani       | Jo Yokotani         | 2–3 | Nándor Ecseki | 7–11, 11–8, 7–11, 11–4, 8–11 |
| Tomokazu Harimoto | Tomokazu Harimoto   | 3–0 | Tamás Lakatos | 11–7, 11–5, 11–4             |
|                   |                     |     |               |                              |

| 4 octombrie 2022 16:00 | Hong Kong | 2–3 | România |  |

|                | Meciuri individuale |     |                |                               |
| Wong Chun-ting | Wong Chun-ting      | 3–0 | Hunor Szőcs    | 11–5, 14–12, 11–1             |
| Ng Pak Nam     | Ng Pak Nam          | 1–3 | Ovidiu Ionescu | 12–14, 11–6, 9–11, 5–11       |
| Lam Siu-hang   | Lam Siu-hang        | 3–2 | Eduard Ionescu | 9–11, 11–6, 11–4, 10–12, 11–8 |
| Wong Chun-ting | Wong Chun-ting      | 2–3 | Ovidiu Ionescu | 11–9, 6–11, 11–1, 11–13, 8–11 |
| Ng Pak Nam     | Ng Pak Nam          | 2–3 | Hunor Szőcs    | 9–11, 11–7, 8–11, 11–8, 2–11  |

### Grupa 4
| Loc | Echipa         | MJ | V | Î | GM | GP | GD  | Pct | Calificare |
| --- | -------------- | -- | - | - | -- | -- | --- | --- | ---------- |
| 1   | Coreea de Sud  | 4  | 4 | 0 | 12 | 1  | +11 | 8   | Optimi     |
| 2   | Egipt          | 4  | 3 | 1 | 10 | 4  | +6  | 7   | Optimi     |
| 3   | Cehia          | 4  | 2 | 2 | 7  | 7  | 0   | 6   |            |
| 4   | Arabia Saudită | 4  | 1 | 3 | 4  | 10 | −6  | 5   |            |
| 5   | Canada         | 4  | 0 | 4 | 1  | 12 | −11 | 4   |            |

| 30 septembrie 2022 16:00 | Coreea de Sud | 3–0 | Canada |  |

|               | Meciuri individuale |     |             |                        |
| An Jae-hyun   | An Jae-hyun         | 3–0 | Edward Ly   | 11–7, 11–7, 14–12      |
| Jang Woo-jin  | Jang Woo-jin        | 3–0 | Wang Zexuan | 11–6, 11–4, 11–1       |
| Cho Seung-min | Cho Seung-min       | 3–1 | David Xu    | 11–6, 7–11, 11–7, 11–3 |
|               |                     |     |             |                        |
|               |                     |     |             |                        |

| 30 septembrie 2022 16:00 | Egipt | 3–0 | Arabia Saudită |  |

|                    | Meciuri individuale |     |                       |                              |
| Youssef Abdel-Aziz | Youssef Abdel-Aziz  | 3–0 | Ali Al-Khadrawi       | 11–9, 11–6, 11–2             |
| Mohamed El-Beiali  | Mohamed El-Beiali   | 3–0 | Abdulaziz Bu Shulaybi | 11–9, 11–4, 13–11            |
| Mohamed Shoman     | Mohamed Shoman      | 3–2 | Khalid Al-Shareif     | 7–11, 5–11, 11–9, 11–2, 11–3 |
|                    |                     |     |                       |                              |
|                    |                     |     |                       |                              |

| 1 octombrie 2022 16:00 | Egipt | 3–0 | Canada |  |

|                    | Meciuri individuale |     |             |                        |
| Youssef Abdel-Aziz | Youssef Abdel-Aziz  | 3–0 | Edward Ly   | 12–10, 11–5, 12–10     |
| Mohamed El-Beiali  | Mohamed El-Beiali   | 3–0 | David Xu    | 11–8, 11–1, 11–4       |
| Mohamed Shoman     | Mohamed Shoman      | 3–1 | Wang Zexuan | 11–4, 11–6, 7–11, 11–3 |
|                    |                     |     |             |                        |
|                    |                     |     |             |                        |

| 1 octombrie 2022 16:00 | Republica Cehă | 3–1 | Arabia Saudită |  |

|                | Meciuri individuale |     |                       |                               |
| Jan Valenta    | Jan Valenta         | 2–3 | Ali Al-Khadrawi       | 5–11, 10–12, 11–9, 11–9, 9–11 |
| Tomáš Polanský | Tomáš Polanský      | 3–1 | Abdulaziz Bu Shulaybi | 11–2, 11–5, 8–11, 11–5        |
| Tomáš Koldas   | Tomáš Koldas        | 3–1 | Azzam Alim            | 12–10, 11–8, 7–11, 11–8       |
| Tomáš Polanský | Tomáš Polanský      | 3–0 | Ali Al-Khadrawi       | 11–5, 11–7, 11–5              |
|                |                     |     |                       |                               |

| 2 octombrie 2022 19:00 | Coreea de Sud | 3–0 | Cehia |  |

|               | Meciuri individuale |     |                |                        |
| Jang Woo-jin  | Jang Woo-jin        | 3–0 | Jan Valenta    | 11–6, 12–10, 11–2      |
| An Jae-hyun   | An Jae-hyun         | 3–1 | Tomáš Koldas   | 11–9, 8–11, 11–6, 11–8 |
| Cho Seung-min | Cho Seung-min       | 3–0 | Tomáš Polanský | 11–0, 11–0, 11–0       |
|               |                     |     |                |                        |
|               |                     |     |                |                        |

| 2 octombrie 2022 19:00 | Canada | 1–3 | Arabia Saudită |  |

|             | Meciuri individuale |     |                       |                                |
| David Xu    | David Xu            | 0–3 | Ali Al-Khadrawi       | 5–11, 4–11, 3–11               |
| Edward Ly   | Edward Ly           | 0–3 | Abdulaziz Bu Shulaybi | 5–11, 5–11, 4–11               |
| Wang Zexuan | Wang Zexuan         | 3–2 | Khalid Al-Shareif     | 11–4, 7–11, 11–13, 11–9, 13–11 |
| Edward Ly   | Edward Ly           | 1–3 | Ali Al-Khadrawi       | 10–12, 11–9, 11–13, 6–11       |
|             |                     |     |                       |                                |

| 3 octombrie 2022 16:00 | Coreea de Sud | 3–1 | Egipt |  |

|               | Meciuri individuale |     |                    |                              |
| Cho Seung-min | Cho Seung-min       | 3–1 | Mohamed El-Beiali  | 11–7, 11–8, 9–11, 11–9       |
| Jang Woo-jin  | Jang Woo-jin        | 3–0 | Youssef Abdel-Aziz | 11–5, 11–6, 11–9             |
| An Jae-hyun   | An Jae-hyun         | 0–3 | Shady Magdy        | 8–11, 10–12, 9–11            |
| Jang Woo-jin  | Jang Woo-jin        | 3–2 | Mohamed El-Beiali  | 11–8, 5–11, 11–4, 5–11, 11–6 |
|               |                     |     |                    |                              |

| 3 octombrie 2022 16:00 | Republica Cehă | 3–0 | Canada |  |

|                | Meciuri individuale |     |             |                              |
| Tomáš Polanský | Tomáš Polanský      | 3–0 | David Xu    | 11–7, 11–4, 11–3             |
| Tomáš Koldas   | Tomáš Koldas        | 3–2 | Wang Zexuan | 11–4, 11–5, 8–11, 8–11, 11–7 |
| Jan Valenta    | Jan Valenta         | 3–0 | Edward Ly   | walkover                     |
|                |                     |     |             |                              |
|                |                     |     |             |                              |

| 4 octombrie 2022 13:00 | Coreea de Sud | 3–0 | Arabia Saudită |  |

|               | Meciuri individuale |     |                       |                              |
| Cho Seung-min | Cho Seung-min       | 3–2 | Abdulaziz Bu Shulaybi | 11–6, 9–11, 11–9, 9–11, 11–4 |
| Cho Dae-seong | Cho Dae-seong       | 3–0 | Ali Al-Khadrawi       | 11–8, 11–4, 11–1             |
| Hwang Min-ha  | Hwang Min-ha        | 3–1 | Azzam Alim            | 8–11, 11–3, 11–8, 11–3       |
|               |                     |     |                       |                              |
|               |                     |     |                       |                              |

| 4 octombrie 2022 13:00 | Egipt | 3–1 | Cehia |  |

|                    | Meciuri individuale |     |                |                               |
| Mohamed El-Beiali  | Mohamed El-Beiali   | 3–1 | Tomáš Koldas   | 11–7, 11–5, 7–11, 14–12       |
| Youssef Abdel-Aziz | Youssef Abdel-Aziz  | 2–3 | Tomáš Polanský | 5–11, 4–11, 11–7, 11–8, 12–14 |
| Shady Magdy        | Shady Magdy         | 3–0 | Jan Valenta    | 15–13, 11–6, 11–7             |
| Mohamed El-Beiali  | Mohamed El-Beiali   | 3–1 | Tomáš Polanský | 11–9, 11–8, 9–11, 11–5        |
|                    |                     |     |                |                               |

### Grupa 5
| Loc | Echipa    | MJ | V | Î | GM | GP | GD | Pct | Calificare |
| --- | --------- | -- | - | - | -- | -- | -- | --- | ---------- |
| 1   | Suedia    | 3  | 3 | 0 | 9  | 1  | +8 | 6   | Optimi     |
| 2   | Polonia   | 3  | 2 | 1 | 6  | 5  | +1 | 5   | Optimi     |
| 3   | Anglia    | 3  | 1 | 2 | 6  | 6  | 0  | 4   | Optimi     |
| 4   | Australia | 3  | 0 | 3 | 0  | 9  | −9 | 3   |            |

| 30 septembrie 2022 16:00 | Suedia | 3–0 | Australia |  |

|                   | Meciuri individuale |     |                 |                   |
| Mattias Falck     | Mattias Falck       | 3–0 | Dillon Chambers | 11–1, 11–9, 11–8  |
| Kristian Karlsson | Kristian Karlsson   | 3–0 | Fin Luu         | 11–4, 11–7, 11–4  |
| Anton Källberg    | Anton Källberg      | 3–0 | Lee Yonghun     | 11–6, 11–4, 12–10 |
|                   |                     |     |                 |                   |
|                   |                     |     |                 |                   |

| 30 septembrie 2022 16:00 | Anglia | 2–3 | Polonia |  |

|                | Meciuri individuale |     |                  |                         |
| David McBeath  | David McBeath       | 1–3 | Samuel Kulczycki | 14–12, 5–11, 5–11, 4–11 |
| Liam Pitchford | Liam Pitchford      | 3–0 | Miłosz Redzimski | 11–7, 11–4, 12–10       |
| Sam Walker     | Sam Walker          | 1–3 | Maciej Kubik     | 11–6, 10–12, 8–11, 9–11 |
| Liam Pitchford | Liam Pitchford      | 3–0 | Samuel Kulczycki | 13–11, 11–6, 11–6       |
| David McBeath  | David McBeath       | 0–3 | Miłosz Redzimski | 7–11, 9–11, 8–11        |

| 1 octombrie 2022 16:00 | Australia | 0–3 | Polonia |  |

|                 | Meciuri individuale |     |                  |                               |
| Dillon Chambers | Dillon Chambers     | 0–3 | Samuel Kulczycki | 4–11, 4–11, 9–11              |
| Nicholas Lum    | Nicholas Lum        | 2–3 | Miłosz Redzimski | 11–5, 11–8, 12–14, 5–11, 9–11 |
| Fin Luu         | Fin Luu             | 0–3 | Maciej Kubik     | 5–11, 8–11, 8–11              |
|                 |                     |     |                  |                               |
|                 |                     |     |                  |                               |

| 1 octombrie 2022 19:00 | Suedia | 3–1 | Anglia |  |

|                   | Meciuri individuale |     |                |                        |
| Truls Möregårdh   | Truls Möregårdh     | 3–1 | Sam Walker     | 11–5, 9–11, 11–3, 11–5 |
| Anton Källberg    | Anton Källberg      | 1–3 | Liam Pitchford | 8–11, 11–5, 9–11, 9–11 |
| Kristian Karlsson | Kristian Karlsson   | 3–0 | David McBeath  | 11–9, 11–4, 11–4       |
| Truls Möregårdh   | Truls Möregårdh     | 3–1 | Liam Pitchford | 11–8, 11–7, 7–11, 11–7 |
|                   |                     |     |                |                        |

| 4 octombrie 2022 13:00 | Suedia | 3–0 | Polonia |  |

|                   | Meciuri individuale |     |                  |                               |
| Truls Möregårdh   | Truls Möregårdh     | 3–0 | Samuel Kulczycki | 11–9, 11–7, 15–13             |
| Kristian Karlsson | Kristian Karlsson   | 3–0 | Maciej Kubik     | 11–5, 11–9, 11–6              |
| Mattias Falck     | Mattias Falck       | 3–2 | Miłosz Redzimski | 7–11, 11–7, 14–12, 11–6, 11–8 |
|                   |                     |     |                  |                               |
|                   |                     |     |                  |                               |

| 4 octombrie 2022 19:00 | Anglia | 3–0 | Australia |  |

|                | Meciuri individuale |     |              |                               |
| Sam Walker     | Sam Walker          | 3–1 | Nicholas Lum | 9–11, 11–8, 11–7, 11–8        |
| Liam Pitchford | Liam Pitchford      | 3–0 | Lee Yonghun  | 11–5, 11–7, 11–7              |
| David McBeath  | David McBeath       | 3–2 | Fin Luu      | 4–11, 11–1, 13–11, 9–11, 11–3 |
|                |                     |     |              |                               |
|                |                     |     |              |                               |

### Grupa 6
| Loc | Echipa     | MJ | V | Î | GM | GP | GD | Pct | Calificare |
| --- | ---------- | -- | - | - | -- | -- | -- | --- | ---------- |
| 1   | Portugalia | 3  | 2 | 1 | 7  | 6  | +1 | 5   | Optimi     |
| 2   | Brazilia   | 3  | 2 | 1 | 8  | 4  | +4 | 5   | Optimi     |
| 3   | Slovacia   | 3  | 1 | 2 | 4  | 7  | −3 | 4   |            |
| 4   | Danemarca  | 3  | 1 | 2 | 5  | 7  | −2 | 4   |            |

| 30 septembrie 2022 10:00 | Brazilia | 3–1 | Danemarca |  |

|                | Meciuri individuale |     |                      |                         |
| Hugo Calderano | Hugo Calderano      | 3–0 | Martin Buch Andersen | 11–5, 11–5, 11–3        |
| Vitor Ishiy    | Vitor Ishiy         | 1–3 | Anders Lind          | 9–11, 11–6, 8–11, 9–11  |
| Eric Jouti     | Eric Jouti          | 3–1 | Tobias Rasmussen     | 11–7, 9–11, 12–10, 11–5 |
| Hugo Calderano | Hugo Calderano      | 3–1 | Anders Lind          | 9–11, 11–9, 11–6, 11–9  |
|                |                     |     |                      |                         |

| 30 septembrie 2022 19:00 | Portugalia | 3–1 | Slovacia |  |

|                | Meciuri individuale |     |               |                                |
| João Geraldo   | João Geraldo        | 2–3 | Wang Yang     | 11–6, 4–11, 16–14, 10–12, 5–11 |
| Marcos Freitas | Marcos Freitas      | 3–0 | Jakub Zelinka | 11–9, 11–6, 11–4               |
| João Monteiro  | João Monteiro       | 3–1 | Adam Klajber  | 5–11, 11–4, 11–4, 11–6         |
| Marcos Freitas | Marcos Freitas      | 3–1 | Wang Yang     | 8–11, 12–10, 11–8, 14–12       |
|                |                     |     |               |                                |

| 2 octombrie 2022 16:00 | Brazilia | 2–3 | Portugalia |  |

|                | Meciuri individuale |     |                |                               |
| Hugo Calderano | Hugo Calderano      | 3–2 | João Geraldo   | 13–11, 6–11, 11–8, 7–11, 11–8 |
| Eric Jouti     | Eric Jouti          | 0–3 | Marcos Freitas | 4–11, 6–11, 5–11              |
| Vitor Ishiy    | Vitor Ishiy         | 2–3 | João Monteiro  | 10–12, 11–4, 11–9, 5–11, 8–11 |
| Hugo Calderano | Hugo Calderano      | 3–1 | Marcos Freitas | 11–8, 9–11, 11–9, 11–7        |
| Eric Jouti     | Eric Jouti          | 1–3 | João Geraldo   | 11–7, 4–11, 7–11, 4–11        |

| 2 octombrie 2022 19:00 | Danemarca | 1–3 | Slovacia |  |

|                      | Meciuri individuale  |     |               |                              |
| Tobias Rasmussen     | Tobias Rasmussen     | 0–3 | Wang Yang     | 1–11, 7–11, 2–11             |
| Anders Lind          | Anders Lind          | 3–0 | Adam Klajber  | 11–5, 11–4, 11–5             |
| Martin Buch Andersen | Martin Buch Andersen | 2–3 | Jakub Zelinka | 11–6, 11–7, 6–11, 8–11, 8–11 |
| Anders Lind          | Anders Lind          | 1–3 | Wang Yang     | 1–11, 8–11, 11–7, 7–11       |
|                      |                      |     |               |                              |

| 4 octombrie 2022 10:00 | Brazilia | 3–0 | Slovacia |  |

|                | Meciuri individuale |     |               |                               |
| Hugo Calderano | Hugo Calderano      | 3–2 | Wang Yang     | 11–9, 9–11, 7–11, 13–11, 11–8 |
| Vitor Ishiy    | Vitor Ishiy         | 3–0 | Jakub Zelinka | 11–8, 11–2, 11–8              |
| Eric Jouti     | Eric Jouti          | 3–0 | Adam Klajber  | 13–11, 11–8, 11–3             |
|                |                     |     |               |                               |
|                |                     |     |               |                               |

| 4 octombrie 2022 10:00 | Portugalia | 1–3 | Danemarca |  |

|               | Meciuri individuale |     |                  |                         |
| Diogo Chen    | Diogo Chen          | 0–3 | Thor Christensen | 6–11, 9–11, 8–11        |
| João Geraldo  | João Geraldo        | 3–1 | Anders Lind      | 11–9, 11–9, 8–11, 11–5  |
| João Monteiro | João Monteiro       | 0–3 | Tobias Rasmussen | 12–14, 9–11, 8–11       |
| Diogo Chen    | Diogo Chen          | 1–3 | Anders Lind      | 8–11, 11–6, 5–11, 14–16 |
|               |                     |     |                  |                         |

### Grupa 7
| Loc | Echipa          | MJ | V | Î | GM | GP | GD | Pct | Calificare |
| --- | --------------- | -- | - | - | -- | -- | -- | --- | ---------- |
| 1   | Croația         | 3  | 3 | 0 | 9  | 4  | +5 | 6   | Optimi     |
| 2   | Belgia          | 3  | 2 | 1 | 7  | 4  | +3 | 5   | Optimi     |
| 3   | Singapore       | 3  | 1 | 2 | 5  | 7  | −2 | 4   |            |
| 4   | Taipeiul Chinez | 3  | 0 | 3 | 3  | 9  | −6 | 3   |            |

| 1 octombrie 2022 19:00 | Taipeiul Chinez | 1–3 | Belgia |  |

|                  | Meciuri individuale |     |                    |                          |
| Chuang Chih-yuan | Chuang Chih-yuan    | 3–1 | Martin Allegro     | 11–3, 13–11, 4–11, 11–6  |
| Liao Cheng-ting  | Liao Cheng-ting     | 0–3 | Cedric Nuytinck    | 5–11, 9–11, 4–11         |
| Huang Yan-cheng  | Huang Yan-cheng     | 1–3 | Adrien Rassenfosse | 10–12, 11–8, 11–13, 7–11 |
| Chuang Chih-yuan | Chuang Chih-yuan    | 1–3 | Cedric Nuytinck    | 8–11, 14–16, 11–5, 8–11  |
|                  |                     |     |                    |                          |

| 1 octombrie 2022 19:00 | Croația | 3–2 | Singapore |  |

|                | Meciuri individuale |     |                  |                                |
| Andrej Gaćina  | Andrej Gaćina       | 3–0 | Clarence Chew    | 11–8, 12–10, 11–7              |
| Tomislav Pucar | Tomislav Pucar      | 0–3 | Pang Yew En Koen | 4–11, 8–11, 7–11               |
| Filip Zeljko   | Filip Zeljko        | 0–3 | Izaac Quek       | 9–11, 7–11, 9–11               |
| Andrej Gaćina  | Andrej Gaćina       | 3–2 | Pang Yew En Koen | 14–16, 5–11, 11–8, 11–2, 15–13 |
| Tomislav Pucar | Tomislav Pucar      | 3–2 | Clarence Chew    | 11–8, 8–11, 8–11, 11–6, 11–9   |

| 2 octombrie 2022 16:00 | Taipeiul Chinez | 1–3 | Croația |  |

|                 | Meciuri individuale |     |                |                          |
| Peng Wang-wei   | Peng Wang-wei       | 0–3 | Andrej Gaćina  | 4–11, 9–11, 7–11         |
| Liao Cheng-ting | Liao Cheng-ting     | 3–1 | Tomislav Pucar | 5–11, 14–12, 11–8, 15–13 |
| Huang Yan-cheng | Huang Yan-cheng     | 0–3 | Filip Zelko    | 5–11, 4–11, 8–11         |
| Liao Cheng-ting | Liao Cheng-ting     | 1–3 | Andrej Gaćina  | 7–11, 9–11, 12–10, 9–11  |
|                 |                     |     |                |                          |

| 2 octombrie 2022 16:00 | Belgia | 3–0 | Singapore |  |

|                    | Meciuri individuale |     |                  |                          |
| Martin Allegro     | Martin Allegro      | 3–1 | Pang Yew En Koen | 11–13, 11–5, 11–9, 13–11 |
| Cedric Nuytinck    | Cedric Nuytinck     | 3–1 | Clarence Chew    | 11–3, 11–9, 6–11, 11–6   |
| Adrien Rassenfosse | Adrien Rassenfosse  | 3–1 | Izaac Quek       | 11–3, 6–11, 11–7, 11–3   |
|                    |                     |     |                  |                          |
|                    |                     |     |                  |                          |

| 3 octombrie 2022 10:00 | Taipeiul Chinez | 1–3 | Singapore |  |

|                 | Meciuri individuale |     |               |                         |
| Huang Yan-cheng | Huang Yan-cheng     | 3–0 | Clarence Chew | 11–5, 11–8, 11–1        |
| Liao Cheng-ting | Liao Cheng-ting     | 1–3 | Izaac Quek    | 8–11, 11–13, 11–9, 7–11 |
| Peng Wang-wei   | Peng Wang-wei       | 1–3 | Beh Kun Ting  | 11–3, 7–11, 8–11, 9–11  |
| Liao Cheng-ting | Liao Cheng-ting     | 1–3 | Clarence Chew | 6–11, 11–5, 6–11, 8–11  |
|                 |                     |     |               |                         |

| 3 octombrie 2022 10:00 | Croația | 3–1 | Belgia |  |

|                | Meciuri individuale |     |                    |                               |
| Andrej Gaćina  | Andrej Gaćina       | 2–3 | Cedric Nuytinck    | 8–11, 8–11, 11–9, 12–10, 9–11 |
| Filip Zelko    | Filip Zelko         | 3–2 | Martin Allegro     | 11–3, 7–11, 7–11, 11–6, 11–7  |
| Tomislav Pucar | Tomislav Pucar      | 3–1 | Adrien Rassenfosse | 8–11, 11–7, 11–6, 11–4        |
| Filip Zelko    | Filip Zelko         | 3–1 | Cedric Nuytinck    | 10–12, 11–8, 12–10, 11–7      |
|                |                     |     |                    |                               |

## Faza eliminatorie
|  | Optimi           | Optimi           |               |   | Sferturi de finală | Sferturi de finală |  |  | Semifinale | Semifinale |  |  | Finala | Finala |
|  |                  |                  |               |   |                    |                    |  |  |            |            |  |  |        |        |
|  |                  |                  |               |   |                    |                    |  |  |            |            |  |  |        |        |
|  |                  |                  |               |   |                    |                    |  |  |            |            |  |  |        |        |
|  | China            | 3                |               |   |                    |                    |  |  |            |            |  |  |        |        |
|  | China            | 3                |               |   |                    |                    |  |  |            |            |  |  |        |        |
|  | India            | 0                |               |   |                    |                    |  |  |            |            |  |  |        |        |
|  | India            | 0                | China         | 3 |                    |                    |  |  |            |            |  |  |        |        |
|  |                  |                  | China         | 3 |                    |                    |  |  |            |            |  |  |        |        |
|  |                  | Suedia           | 0             |   |                    |                    |  |  |            |            |  |  |        |        |
|  | Belgia           | Suedia           | 0             | 0 |                    |                    |  |  |            |            |  |  |        |        |
|  | Belgia           |                  |               | 0 |                    |                    |  |  |            |            |  |  |        |        |
|  | Suedia           | 3                |               |   |                    |                    |  |  |            |            |  |  |        |        |
|  | Suedia           | 3                | China         | 3 |                    |                    |  |  |            |            |  |  |        |        |
|  |                  |                  | China         | 3 |                    |                    |  |  |            |            |  |  |        |        |
|  |                  | Japonia          | 2             |   |                    |                    |  |  |            |            |  |  |        |        |
|  | Portugalia       | Japonia          | 2             | 3 |                    |                    |  |  |            |            |  |  |        |        |
|  | Portugalia       |                  |               | 3 |                    |                    |  |  |            |            |  |  |        |        |
|  | Slovenia         | 0                |               |   |                    |                    |  |  |            |            |  |  |        |        |
|  | Slovenia         | 0                | Portugalia    | 1 |                    |                    |  |  |            |            |  |  |        |        |
|  |                  |                  | Portugalia    | 1 |                    |                    |  |  |            |            |  |  |        |        |
|  |                  | Japonia          | 3             |   |                    |                    |  |  |            |            |  |  |        |        |
|  | Brazilia         | Japonia          | 3             | 0 |                    |                    |  |  |            |            |  |  |        |        |
|  | Brazilia         |                  |               | 0 |                    |                    |  |  |            |            |  |  |        |        |
|  | Japonia          | 3                |               |   |                    |                    |  |  |            |            |  |  |        |        |
|  | Japonia          | 3                | China         | 3 |                    |                    |  |  |            |            |  |  |        |        |
|  |                  |                  | China         | 3 |                    |                    |  |  |            |            |  |  |        |        |
|  |                  | Germania         | 0             |   |                    |                    |  |  |            |            |  |  |        |        |
|  | Coreea de Sud    | Germania         | 0             | 3 |                    |                    |  |  |            |            |  |  |        |        |
|  | Coreea de Sud    |                  |               | 3 |                    |                    |  |  |            |            |  |  |        |        |
|  | Polonia          | 0                |               |   |                    |                    |  |  |            |            |  |  |        |        |
|  | Polonia          | 0                | Coreea de Sud | 3 |                    |                    |  |  |            |            |  |  |        |        |
|  |                  |                  | Coreea de Sud | 3 |                    |                    |  |  |            |            |  |  |        |        |
|  |                  | Hong Kong, China | 1             |   |                    |                    |  |  |            |            |  |  |        |        |
|  | Hong Kong, China | Hong Kong, China | 1             | 3 |                    |                    |  |  |            |            |  |  |        |        |
|  | Hong Kong, China |                  |               | 3 |                    |                    |  |  |            |            |  |  |        |        |
|  | Egipt            | 0                |               |   |                    |                    |  |  |            |            |  |  |        |        |
|  | Egipt            | 0                | Coreea de Sud | 2 |                    |                    |  |  |            |            |  |  |        |        |
|  |                  |                  | Coreea de Sud | 2 |                    |                    |  |  |            |            |  |  |        |        |
|  |                  | Germania         | 3             |   |                    |                    |  |  |            |            |  |  |        |        |
|  | Croația          | Germania         | 3             | 0 |                    |                    |  |  |            |            |  |  |        |        |
|  | Croația          |                  |               | 0 |                    |                    |  |  |            |            |  |  |        |        |
|  | Germania         | 3                |               |   |                    |                    |  |  |            |            |  |  |        |        |
|  | Germania         | 3                | Germania      | 3 |                    |                    |  |  |            |            |  |  |        |        |
|  |                  |                  | Germania      | 3 |                    |                    |  |  |            |            |  |  |        |        |
|  |                  | Franța           | 2             |   |                    |                    |  |  |            |            |  |  |        |        |
|  | Anglia           | Franța           | 2             | 2 |                    |                    |  |  |            |            |  |  |        |        |
|  | Anglia           |                  |               | 2 |                    |                    |  |  |            |            |  |  |        |        |
|  | Franța           | 3                |               |   |                    |                    |  |  |            |            |  |  |        |        |
|  | Franța           | 3                |               |   |                    |                    |  |  |            |            |  |  |        |        |

### Optimi
| 5 octombrie 2022 11:00 | Coreea de Sud | 3–0 | Polonia |  |

|               | Meciuri individuale |     |                  |                    |
| Cho Seung-min | Cho Seung-min       | 3–0 | Samuel Kulczycki | 11–8, 11–9, 11–8   |
| Jang Woo-jin  | Jang Woo-jin        | 3–0 | Miłosz Redzimski | 11–8, 11–2, 13–11  |
| Cho Dae-seong | Cho Dae-seong       | 3–0 | Maciej Kubik     | 11–8, 15–13, 12–10 |
|               |                     |     |                  |                    |
|               |                     |     |                  |                    |

| 5 octombrie 2022 11:00 | Hong Kong | 3–0 | Egipt |  |

|                | Meciuri individuale |     |                    |                               |
| Ng Pak Nam     | Ng Pak Nam          | 3–0 | Mohamed El-Beiali  | 11–3, 11–7, 11–8              |
| Wong Chun-ting | Wong Chun-ting      | 3–0 | Youssef Abdel-Aziz | 11–5, 12–10, 11–9             |
| Lam Siu-hang   | Lam Siu-hang        | 3–2 | Shady Magdy        | 11–13, 11–4, 11–3, 8–11, 11–7 |
|                |                     |     |                    |                               |
|                |                     |     |                    |                               |

| 5 octombrie 2022 15:00 | Brazilia | 0–3 | Japonia |  |

|                | Meciuri individuale |     |                   |                          |
| Hugo Calderano | Hugo Calderano      | 1–3 | Shunsuke Togami   | 13–11, 10–12, 8–11, 7–11 |
| Eric Jouti     | Eric Jouti          | 0–3 | Tomokazu Harimoto | 4–11, 5–11, 7–11         |
| Vitor Ishiy    | Vitor Ishiy         | 0–3 | Mizuki Oikawa     | 8–11, 4–11, 9–11         |
|                |                     |     |                   |                          |
|                |                     |     |                   |                          |

| 5 octombrie 2022 19:30 | Anglia | 2–3 | Franța |  |

|                | Meciuri individuale |     |               |                              |
| Liam Pitchford | Liam Pitchford      | 3–2 | Félix Lebrun  | 8–11, 11–9, 2–11, 11–7, 11–7 |
| Sam Walker     | Sam Walker          | 0–3 | Alexis Lebrun | 5–11, 4–11 9–11              |
| David McBeath  | David McBeath       | 2–3 | Jules Rolland | 6–11, 11–9, 6–11, 11–8, 7–11 |
| Liam Pitchford | Liam Pitchford      | 3–2 | Alexis Lebrun | 9–11, 11–6, 9–11, 11–6, 11–8 |
| Sam Walker     | Sam Walker          | 0–3 | Félix Lebrun  | 4–11, 10–12 12–14            |

| 6 octombrie 2022 11:00 | Belgia | 0–3 | Suedia |  |

|                    | Meciuri individuale |     |                 |                              |
| Martin Allegro     | Martin Allegro      | 2–3 | Truls Möregårdh | 9–11, 11–9, 11–8, 3–11, 6–11 |
| Cedric Nuytinck    | Cedric Nuytinck     | 1–3 | Mattias Falck   | 14–12, 9–11, 13–15, 8–11     |
| Adrien Rassenfosse | Adrien Rassenfosse  | 0–3 | Anton Källberg  | 6–11, 9–11, 7–11             |
|                    |                     |     |                 |                              |
|                    |                     |     |                 |                              |

| 6 octombrie 2022 11:00 | Portugalia | 3–0 | Slovenia |  |

|                | Meciuri individuale |     |              |                               |
| Marcos Freitas | Marcos Freitas      | 3–1 | Deni Kožul   | 11–8, 11–6, 9–11, 11–7        |
| João Geraldo   | João Geraldo        | 3–2 | Darko Jorgić | 11–6, 11–13, 4–11, 11–9, 11–8 |
| João Monteiro  | João Monteiro       | 3–0 | Peter Hribar | 11–9, 12–10, 11–3             |
|                |                     |     |              |                               |
|                |                     |     |              |                               |

| 6 octombrie 2022 15:00 | China | 3–0 | India |  |

|              | Meciuri individuale |     |                       |                   |
| Fan Zhendong | Fan Zhendong        | 3–0 | Harmeet Desai         | 11–2, 11–9, 11–5  |
| Ma Long      | Ma Long             | 3–0 | Sathiyan Gnanasekaran | 14–12, 11–5, 11–0 |
| Wang Chuqin  | Wang Chuqin         | 3–0 | Manush Utpalbhai Shah | 11–4, 11–5, 11–6  |
|              |                     |     |                       |                   |
|              |                     |     |                       |                   |

| 6 octombrie 2022 15:00 | Croația | 0–3 | Germania |  |

|                | Meciuri individuale |     |               |                         |
| Andrej Gaćina  | Andrej Gaćina       | 0–3 | Benedikt Duda | 9–11, 3–11, 14–16       |
| Filip Zeljko   | Filip Zeljko        | 0–3 | Dang Qiu      | 5–11, 7–11, 4–11        |
| Tomislav Pucar | Tomislav Pucar      | 1–3 | Kay Stumper   | 11–3, 12–14, 4–11, 4–11 |
|                |                     |     |               |                         |
|                |                     |     |               |                         |

### Sferturi de finală
| 7 octombrie 2022 11:00 | Coreea de Sud | 3–1 | Hong Kong, China |  |

|               | Meciuri individuale |     |                |                              |
| Cho Seung-min | Cho Seung-min       | 2–3 | Wong Chun-ting | 9–11, 11–6, 9–11, 11-9, 9–11 |
| Jang Woo-jin  | Jang Woo-jin        | 3–0 | Ng Pak Nam     | 11-4, 11-3, 11-4             |
| Cho Dae-seong | Cho Dae-seong       | 3–1 | Lam Siu-hang   | 8-11, 11-6, 11-5, 11-4       |
| Jang Woo-jin  | Jang Woo-jin        | 3–1 | Wong Chun-ting | 11-6, 8-11, 11-9, 12-10      |
|               |                     |     |                |                              |

| 7 octombrie 2022 11:00 | Germania | 3–2 | Franța |  |

|               | Meciuri individuale |     |               |                                |
| Benedikt Duda | Benedikt Duda       | 2–3 | Alexis Lebrun | 11-5, 11-4, 9-11, 11-13, 11-13 |
| Dang Qiu      | Dang Qiu            | 1–3 | Felix Lebrun  | 10-12, 8-11, 11-6, 9-11        |
| Kay Stumper   | Kay Stumper         | 3–1 | Jules Rolland | 9-11, 11-6, 11-6, 11-4         |
| Dang Qiu      | Dang Qiu            | 3–1 | Alexis Lebrun | 12-10, 11-5, 9-11, 11-7        |
| Benedikt Duda | Benedikt Duda       | 3–0 | Felix Lebrun  | 11-6, 11-7, 12-10              |

| 7 octombrie 2022 15:00 | Portugalia | 1–3 | Japonia |  |

|                | Meciuri individuale |     |                   |                              |
| Marcos Freitas | Marcos Freitas      | 1–3 | Shunsuke Togami   | 11-8, 6-11, 4-11, 7-11       |
| João Geraldo   | João Geraldo        | 0–3 | Tomokazu Harimoto | 8-11, 5-11,6-11              |
| João Monteiro  | João Monteiro       | 3–2 | Mizuki Oikawa     | 11-6, 5-11, 9-11, 11-9, 11-8 |
| Marcos Freitas | Marcos Freitas      | 1–3 | Tomokazu Harimoto | 11-7, 7-11, 4-11, 3-11       |
|                |                     |     |                   |                              |

| 7 octombrie 2022 19:30 | China | 3–0 | Suedia |  |

|              | Meciuri individuale |     |                   |                               |
| Fan Zhendong | Fan Zhendong        | 3–0 | Mattias Falck     | 11–7, 11–9, 11–5              |
| Ma Long      | Ma Long             | 3–0 | Truls Moregard    | 13–11, 11–8, 11–6             |
| Wang Chuqin  | Wang Chuqin         | 3–2 | Kristian Karlsson | 7-11, 10-12, 11-3, 11-9, 11-6 |
|              |                     |     |                   |                               |
|              |                     |     |                   |                               |

### Semifinale
| 8 octombrie 2022 11:00 | Coreea de Sud | 2–3 | Germania |  |

|               | Meciuri individuale |     |               |                              |
| Jang Woo-jin  | Jang Woo-jin        | 1–3 | Benedikt Duda | 12-10, 7-11, 7-11, 7-11      |
| An Jae-hyun   | An Jae-hyun         | 3–1 | Dang Qiu      | 11-7, 12-10, 6-11, 11-8      |
| Cho Seung-min | Cho Seung-min       | 3–2 | Kay Stumper   | 11-6, 4-11, 11-5, 9-11, 11-8 |
| Jang Woo-jin  | Jang Woo-jin        | 1–3 | Dang Qiu      | 12-14, 7-11, 13-11, 6-11     |
| An Jae-hyun   | An Jae-hyun         | 1–3 | Benedikt Duda | 9-11, 6-11, 11-8, 6-11       |

| 8 octombrie 2022 15:00 | China | 3–2 | Japonia |  |

|              | Meciuri individuale |     |                   |                              |
| Fan Zhendong | Fan Zhendong        | 3–0 | Shunsuke Togami   | 11–5, 12–10, 11–4            |
| Wang Chuqin  | Wang Chuqin         | 1–3 | Tomokazu Harimoto | 11–8, 8–11, 6–11, 9–11       |
| Ma Long      | Ma Long             | 3–1 | Mizuki Oikawa     | 8–11, 11–5, 11–5, 11–2       |
| Fan Zhendong | Fan Zhendong        | 2–3 | Tomokazu Harimoto | 7–11, 11–6, 11—3, 9–11, 9–11 |
| Wang Chuqin  | Wang Chuqin         | 3–0 | Shunsuke Togami   | 12–10, 11–7, 11–4            |

### Finală
| 9 octombrie 2022 19:30 | China | 3–0 | Germania |  |

|              | Meciuri individuale |     |               |                        |
| Fan Zhendong | Fan Zhendong        | 3–0 | Benedikt Duda | 11–8, 11–8, 11–9       |
| Ma Long      | Ma Long             | 3–1 | Dang Qiu      | 11–9, 11–6, 9–11, 11–1 |
| Wang Chuqin  | Wang Chuqin         | 3–0 | Kay Stumper   | 11–7, 11–8, 11–4       |
|              |                     |     |               |                        |
|              |                     |     |               |                        |